# Synergetyki
Synergetyki – substancje, preparaty lub czynniki fizyczne wywołujące zjawisko współdziałania. W rolnictwie stosowanie synergetyków potęgujących działanie substancji aktywnych środków ochrony roślin pozwala na znaczne zmniejszenie dawki i zwiększenie efektywności zabiegu. Do tej grupy zaliczane są również substancje hamujące powstawanie odporności szkodników na środki stosowane w ich zwalczaniu.